# 道生縣 (喬治亞州)
道生縣（英語：Dawson County）是美國喬治亞州北部的一個縣。面積554平方公里。根據美國2000年人口普查，共有人口15,999人。縣治道森维尔（Dawsonville）。
成立於1857年12月3日。縣名紀念美国参议员威廉·克勞斯貝·道生（William Crosby Dawson）。